# Polla Ta Dinha

Polla Ta Dinha est une œuvre pour chœur d'enfants et orchestre de Iannis Xenakis, créée en 1962.
Elle est dédiée au chef d'orchestre Hermann Scherchen.
L'œuvre met en musique un texte tiré d’Antigone de Sophocle, l'« hymne à l'homme ».